# Forre laviche del Simeto
Le Forre laviche del Simeto sono gole, con pareti di altezza variabile tra i 5 e i 15 metri, scavate dal fiume Simeto nel basalto formatosi in seguito a colate laviche provenienti dall'Etna. Presentano un interesse paesaggistico e geomorfologico, per la caratteristica geometria dei prismi basaltici e perché costituiscono il contatto tra rocce sedimentarie e lave etnee. Le Forre nei basalti non vanno confuse con gli ingrottati lavici che hanno una genesi del tutto differente.

## Riserva naturale integrale delle Forre laviche del Simeto
Il Ministero dell'Ambiente, nel 2000, inserisce il territorio delle Forre laviche del Simeto nell'elenco dei Siti di Interesse Comunitario (79/409 CEE), i cosiddetti siti Natura 2000, identificato con il codice ITA070026, avendo per obiettivo la conservazione degli habitat naturali e seminaturali, nonché della flora e della fauna selvatiche del luogo.
Successivamente, nel 2005 la Regione Siciliana, recepisce il Decreto del Ministero dell'Ambiente del 2000 emettendo formale provvedimento. Nel 2006 l'assessorato al territorio e ambiente della Regione Siciliana approva le cartografie.
Il paesaggio della riserva è costituito da profonde gole dalle pareti sub verticali che sono comprese nel tratto fluviale tra il Ponte della Cantera ed il Ponte dei Saraceni. L’area protetta si estende nei comuni di Adrano, Bronte, Centuripe e Randazzo. La riserva naturale conta un territorio di 1217,052 ettari , dei quali 285 sono nella zona di massima protezione.
La gestione della riserva è stata affidata al Dipartimento Azienda Regionale Foreste Demaniali (Assessorato Agricoltura e Foreste della Regione Siciliana).
Il punto medio è localizzato a nord di contrada Pietrerosse, nel territorio di Bronte.
L'area è relativa all'alveo del fiume Simeto da contrada Santa Domenica, in territorio di Adrano, sino alle gole in contrada Cantera, nelle vicinanze di Bronte.
A pochi chilometri a valle dal sito delle Forre sono state definite altre due aree di interesse comunitario che riguardano l'alveo del fiume Simeto:
- il Tratto di Pietralunga del Fiume Simeto;
- il Poggio Santa Maria.

## Flora

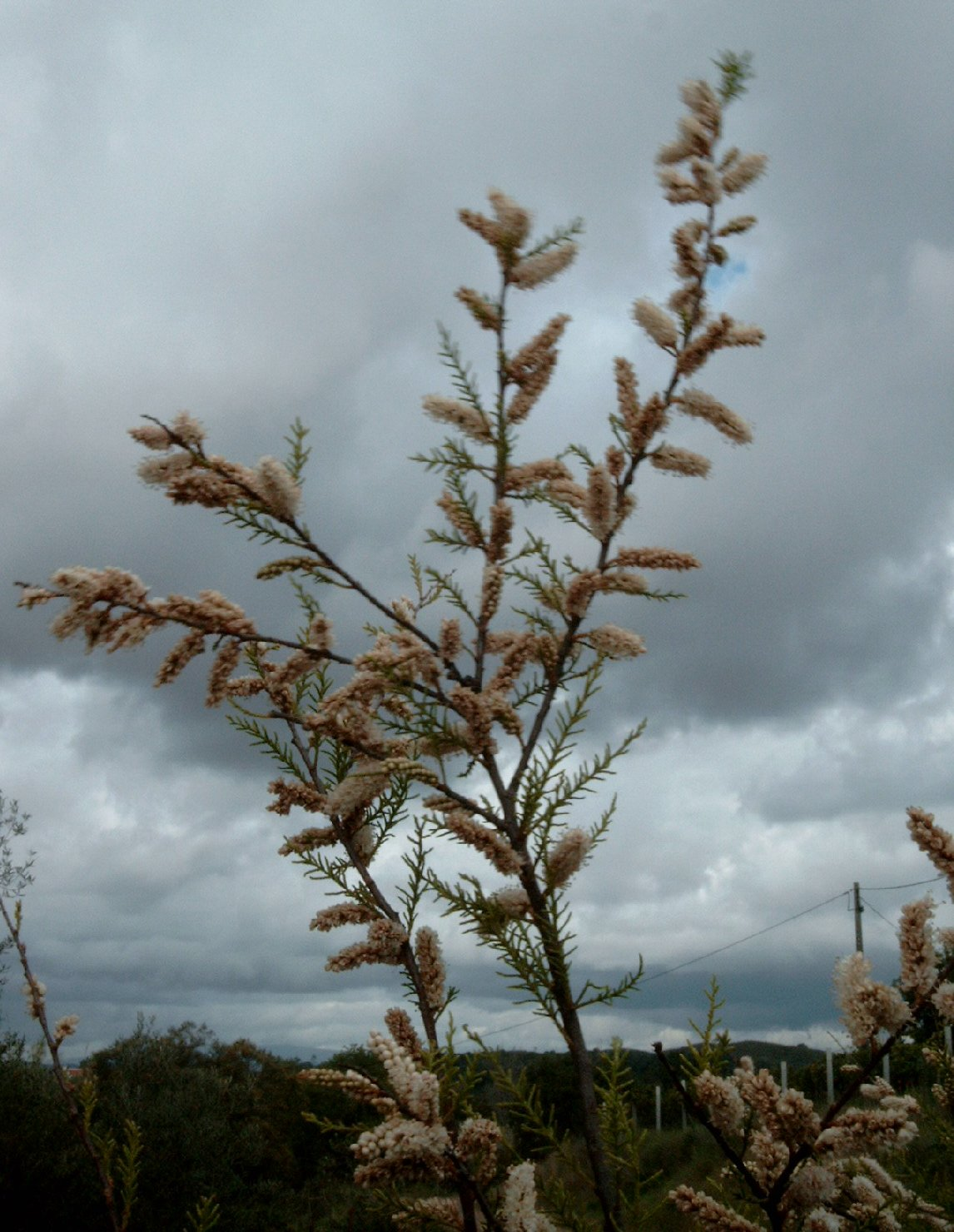
Tamarix africana

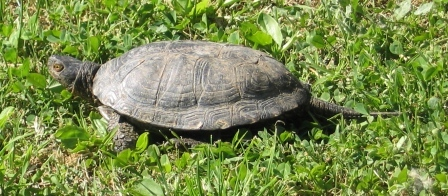
Emys trinacris

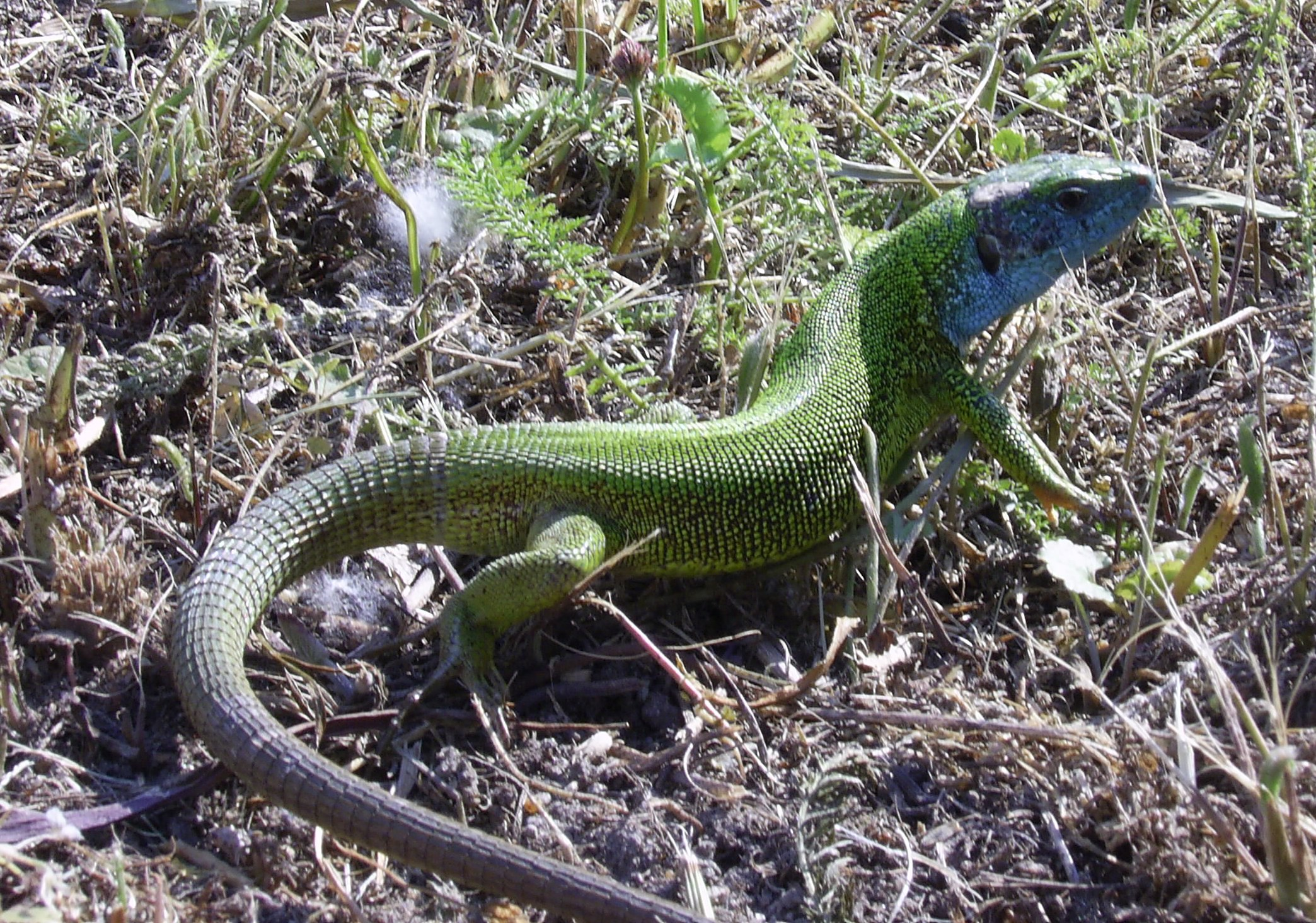
Lacerta bilineata

Sui costoni lavici che costituiscono le sponde si osservano varie specie tipiche dei boschi e della macchia mediterranea come l'olivastro (Olea europea sylvestris), il leccio (Quercus ilex), il bagolaro (Celtis australis), ecc. Le sponde sabbiose ospitano tamerici (Tamarix africana, Tamarix gallica), specie definite importanti nel formulario presentato dalla Regione, oleandro (Nerium oleander) ed euforbia arborea (Euphorbia dendroides).
Nei pressi del Ponte dei saraceni si incontra una boscaglia ripale a salici (Salix alba, Salix purpurea, Salix gussonei),  pioppo nero (Populus nigra) ed oleandro (Nerium oleander). Notevole la presenza, sempre nei pressi del Ponte dei Saraceni, di piante tipiche della aree costiere e salmastre come Salsola verticillata, Atriplex halimus e Atriplex portulacoides.

## Fauna
Tra i mammiferi si possono avvistare la volpe (Vulpes vulpes), l'istrice (Hystrix cristata), il riccio (Erinaceus europaeus), il coniglio selvatico (Oryctolagus cuniculus) e la lepre (Lepus europaeus).
Le specie avicole comprendono uccelli stanziali ed migratori. Viene riportata la presenza di migratori abituali quali Falco peregrinus e Charadrius dubius. A volte è stato avvistato l'airone cenerino (Ardea cinerea), che sosta in migrazione per la ricchezza di anfibi da predare; nella vegetazione si nasconde il porciglione (Rallus aquaticus), poco idoneo al volo e dal corpo adatto a vivere nel canneto, alcune specie di rapaci diurni tra i quali la poiana (Buteo buteo), il gheppio (Falco tinnunculus), e, nelle zone interessate dai pascoli e dalla bassa vegetazione, ancora oggi si può osservare la bella coturnice (Alectoris graeca), un tempo molto diffusa.
Tra i rapaci notturni sono segnalati il barbagianni (Tyto alba), mentre nelle aree più alberate frequenti sono sia l'assiolo (Otus scops), che la civetta (Athene noctua). Nelle pareti rocciose nidifica infine il colombaccio (Columba palumbus).
Ricca è la presenza di ambienti acquatici che ospitano una fauna di vertebrati e invertebrati particolarmente biodiversificate. È stata rilevata la presenza della tartaruga Emys orbicularis, specie protetta dalla direttiva 92/43/CEE. Tra gli anﬁbi nel greto del fiume si possono incontrare la rana verde (Rana esculenta),  la raganella (Hyla arborea), il discoglosso dipinto (Discoglossus pictus) e alcune specie di rospi (Bufo bufo spinosus e Bufotes viridis).
È stata inoltre rilevata la presenza di diverse specie di rettili: la biscia dal collare (Natrix natrix), la biscia viperina (Natrix maura), il colubro leopardino (Elaphe situla), diverse specie di lucertole (Lacerta bilineata, Podarcis sicula) che si nascondono nella macchia mediterranea e gli anfratti lavici; inoltre è stata rilevata la presenza della tartaruga palustre siciliana (Emys trinacris).
Rara e quasi del tutto assente la fauna ittica.
Merita infine una menzione la presenza del granchio di ﬁume Potamon fluviatile.

## Accessi
Alle Forre si accede percorrendo la strada provinciale di fondo-valle che collega i comuni di Adrano e Bronte e la provinciale per Cesarò. Questa tratto di strada è stato per millenni un importante snodo viario che collegava le città della Piana di Catania con quelle della valle del Simeto, della valle del Salso, fino a raggiungere i paesi alle pendici delle Madonie; inoltre, attraverso Randazzo, valicando i Nebrodi, si raggiungeva Tindari, cioè la costa tirrenica.
In questi luoghi si alternano zone in cui il fiume scava profonde gole, dette forre, nella roccia vulcanica con meandri, cioè zone dove in cui il fiume si allarga e rallenta la sua corsa.

## Punti di interesse
Le forre presentano un notevole interesse paesaggistico e geomorfologico, sia per la caratteristica geometria dei prismi basaltici, sia perché costituiscono il contatto tra rocce sedimentarie e lave etnee. Dove l’ingrottato sprofonda tra le lave per decine di metri, il fiume viene superato dall’antico ponte dei Saraceni, costruito con un’ardita arcata a schiena d’asino, tutta in pietrame lavico misto a calcare bianco. Il ponte in realtà non è saraceno, ma un misto di diverse opere costruttive: le sue pile tutte rigorosamente dotate di struttura idrodinamica, sono di costruzione romana, probabilmente imperiale (I - II sec. d.C.) ed appartengono alle opere della strada Catina-Centorippe (Catania-Centuripe) che, come riportano diverse fonti antiche, rappresentava la via che collegava Palermo e Catania del tempo. In seguito al crollo venne costruito sulle pile romane almeno un altro ponte, aragonese, che, tra crolli e restauri si è mantenuto sino ai giorni nostri. Nei pressi del ponte dei Saraceni, un'area presenta le caratteristiche formazioni d’erosione denominate "marmitte dei giganti", scavate nella lava. A valle di quest’area, alcune sorgenti scaturiscono da piccole grotte formatesi in concrezioni calcaree travertinose e vengono ad alimentare il Simeto (contrada Santa Domenica).
Il GAL ETNA ATS, un'associazione tra soggetti pubblici e privati, avente lo scopo di valorizzare le risorse ambientali e culturali per la fruizione turistica ecosostenibile, ha inserito le Forre del Simeto nel suo piano di sviluppo locale, collegandole con altre risorse presenti nel territorio:
- il Ponte dei Saraceni;
- l'area archeologica del Mendolito;
- le rocce Pietrerosse;
- i basalti colonnali in contrada Barrili;
- la masseria Placa Torre;
- forre laviche nei pressi del ponte la Cantera;
- il ponte medievale sul fiume Troina;
- castelli di Bolo[4] e Torremuzza.

Ha inoltre individuato tre percorsi natura:
- Forre laviche del Simeto di Adrano
Nel tratto che va da c.da Mandrapero a C.da Finaida, in territorio di Adrano, comprendente la quarara di Manganelli, il Ponte dei Saraceni e l'area archeologica del Mendolito, si osservano le forre laviche ed i prismi basaltici originatisi dalle prime effusioni basaltiche subaeree dell'Etna (tra 200.000 e 100.000 anni addietro), attribuite ai Centri Alcalini Antichi, che hanno sbarrato e deviato a più riprese lo stesso alveo ﬂuviale. Percorrendo il tratto di strada tra la Quarara di Manganelli e il Ponte dei saraceni si incontra una boscaglia ripale a salici e pioppo nero.
- Pietre Rosse - Passo Paglia
In prossimità del ponte Pietrerosse, in territorio di Bronte, si ammirano le rocce quarzarenitiche di Pietrerosse, lungo la sponda sinistra del ﬁume verso monte sino a contrada Barrili è presente una parete lavica lunga di oltre 1 km ricoperta da una ﬁtta macchia mediterranea.
- Gole di ponte la Cantera - Passo Paglia
In territorio di Bronte, sono di interesse geo-vulcanologico, naturalistico e paesaggistico sia le forre laviche del Ponte della Cantera, larghe da 10 a 20 metri, che l'imponente parete lavica ﬁno al Ponte Passo Paglia, con bancate che raggiungono spessori di oltre 50 m. Il margine delle pareti laviche su entrambe le sponde, distanti è ricoperto da vegetazione della macchia mediterranea. A poche centinaia di metri dal ponte la Cantera, in contrada Serravalle, esiste un ponte medievale, che attraversa il fiume Troina, affluente del Simeto. A pochi passi si trovano le case Serravalle, un grande baglio con annessa una chiesetta.

Altri siti che meritano una visita nelle immediate vicinanze delle Forre, in territorio di Adrano, sono:
- il ponte-acquedotto Biscari;
- la Valle delle Muse;
- le Sorgenti delle Favare;
- la Cappella di Santa Domenica.

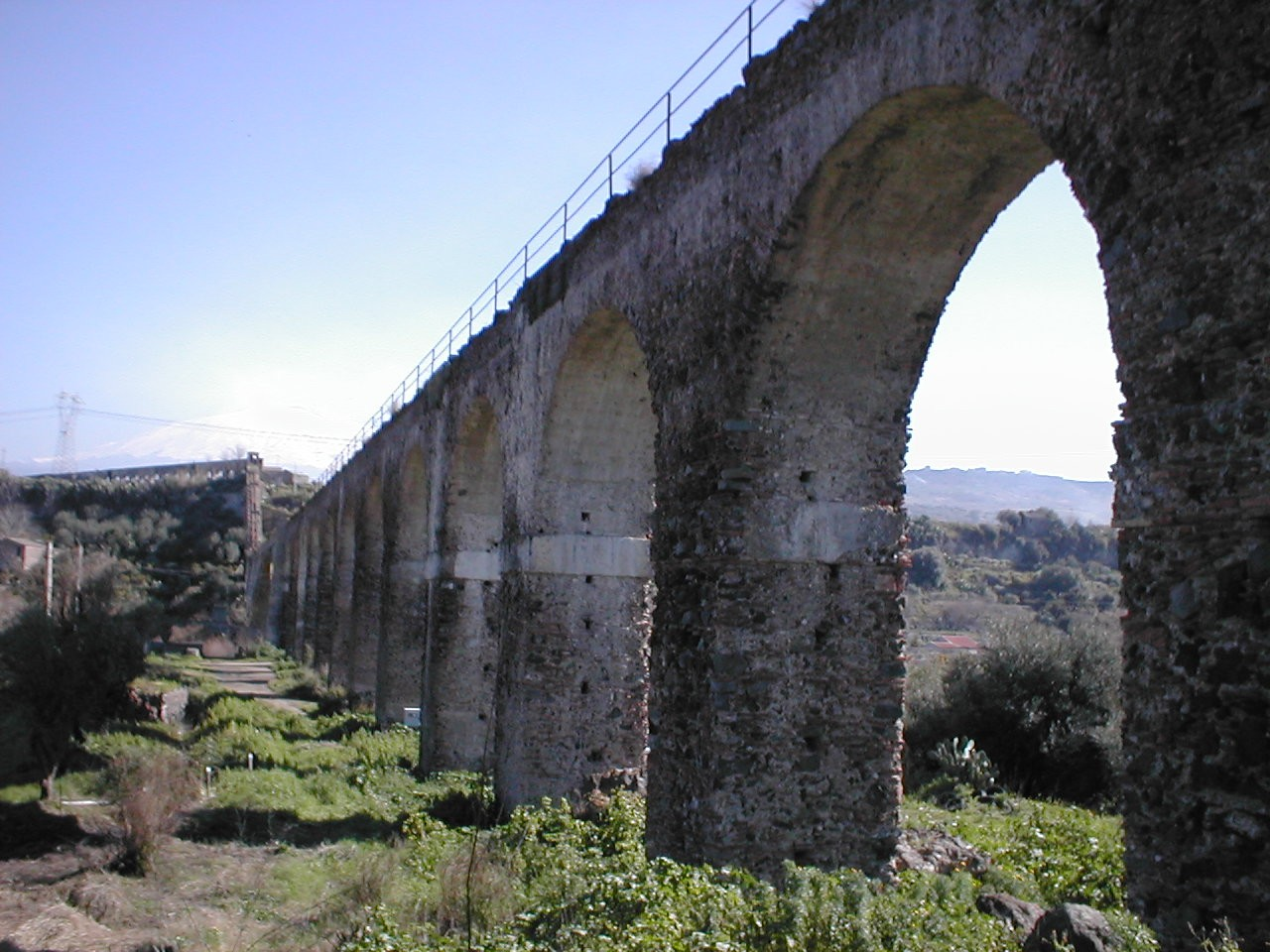
Ponte-acquedotto Biscari
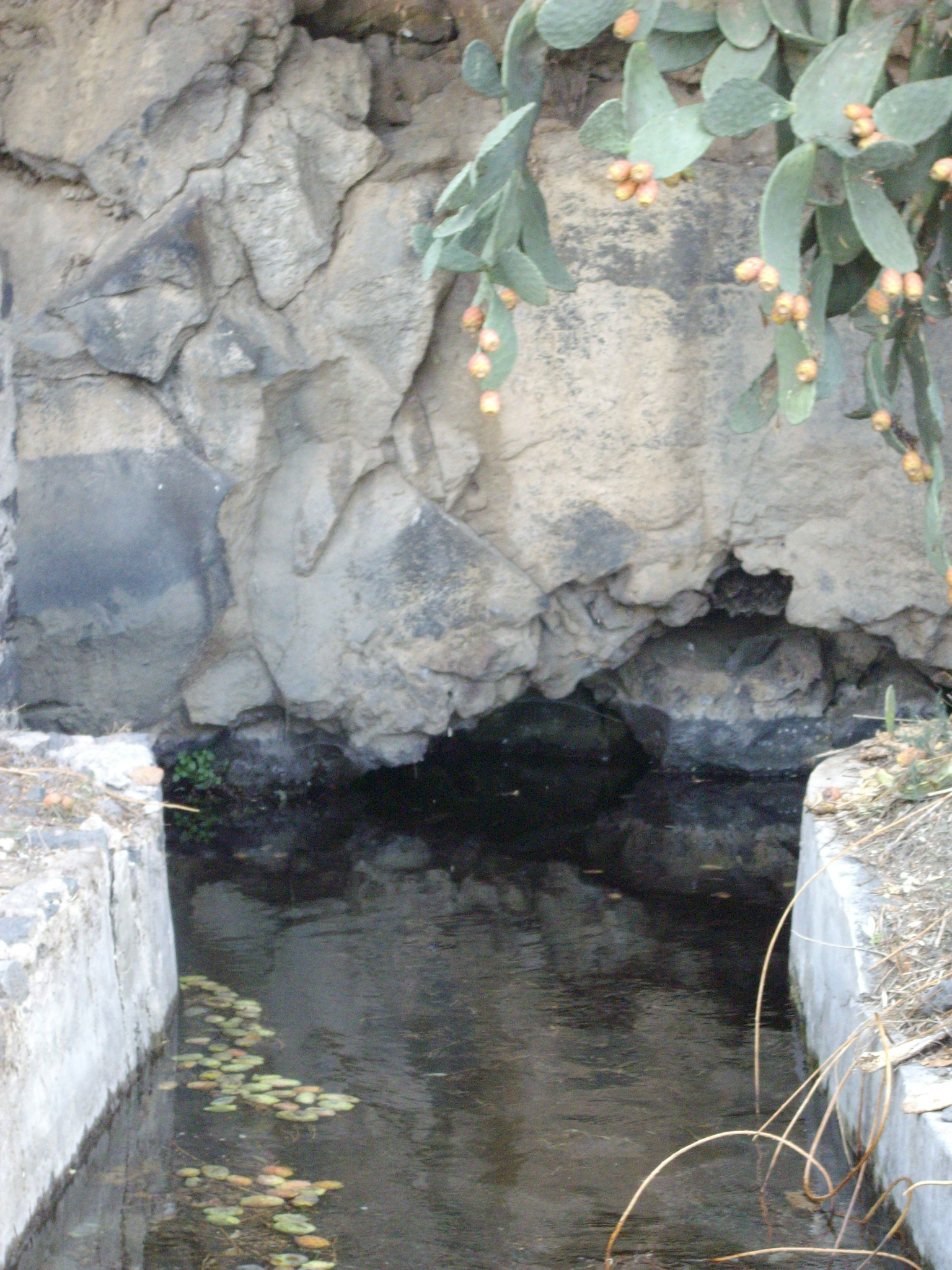
Sorgente delle Favare, con epigrafe greco-medievale
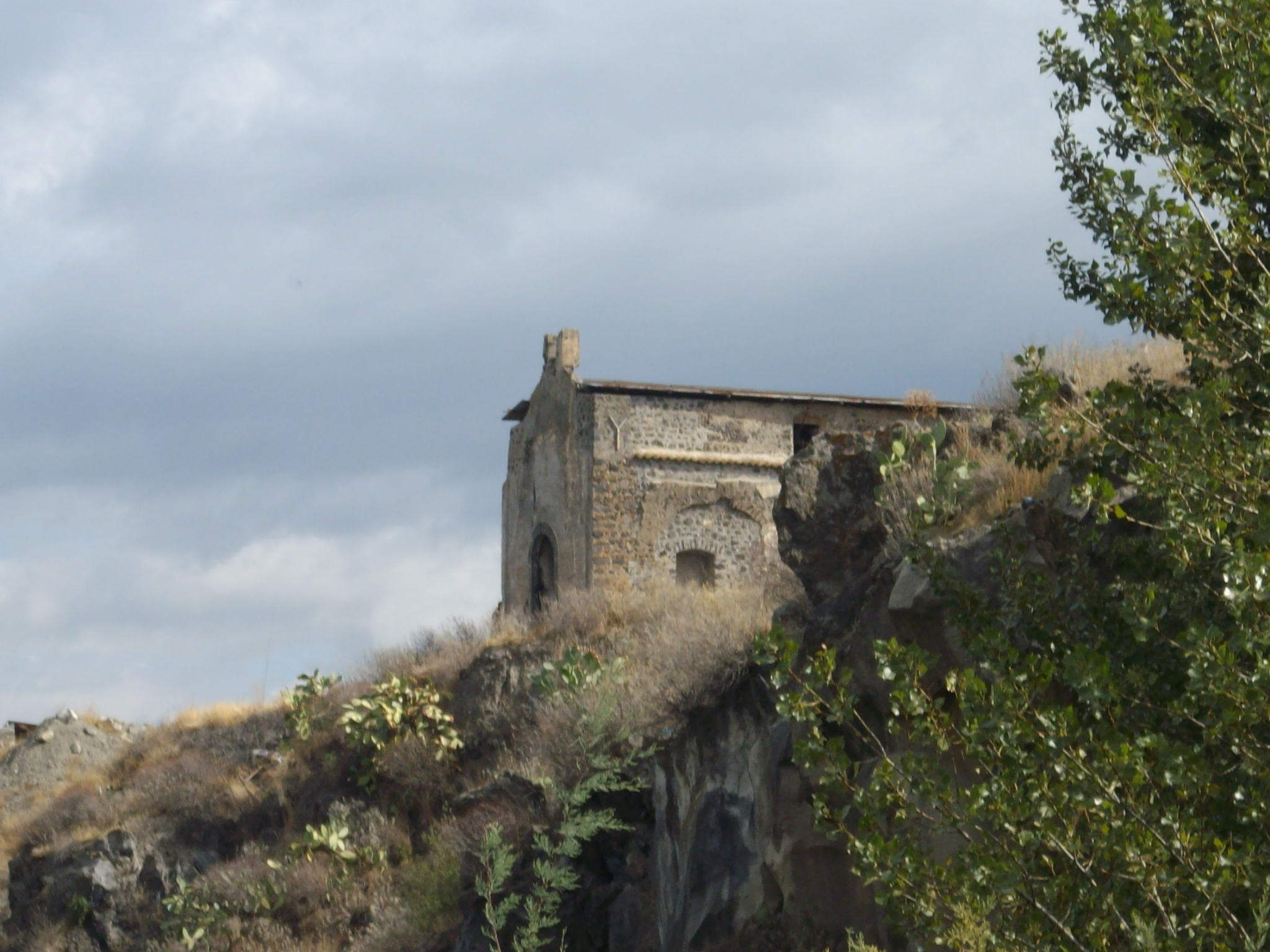
Cappella di Santa Domenica
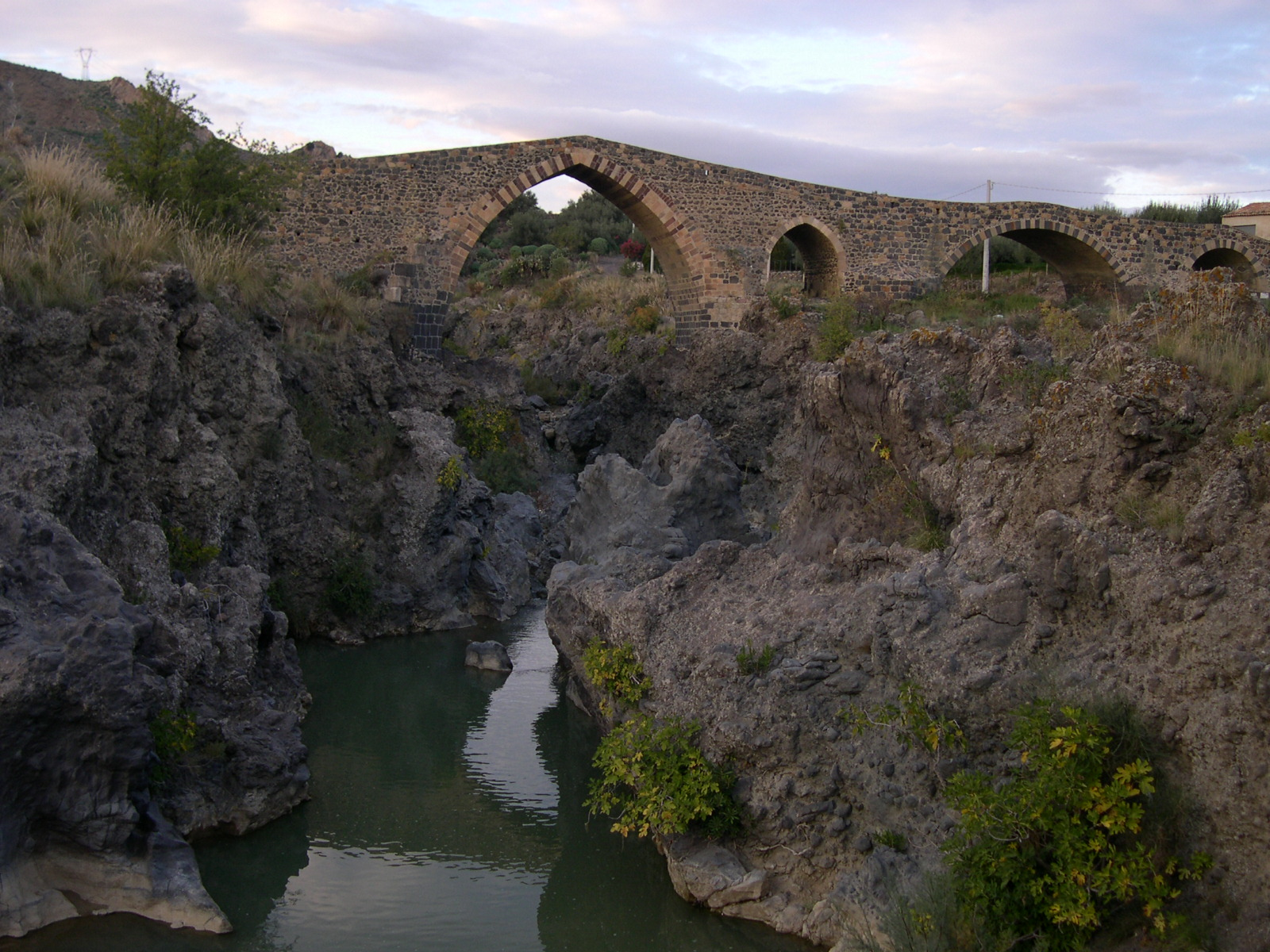
Ponte dei Saraceni, sul fiume Simeto
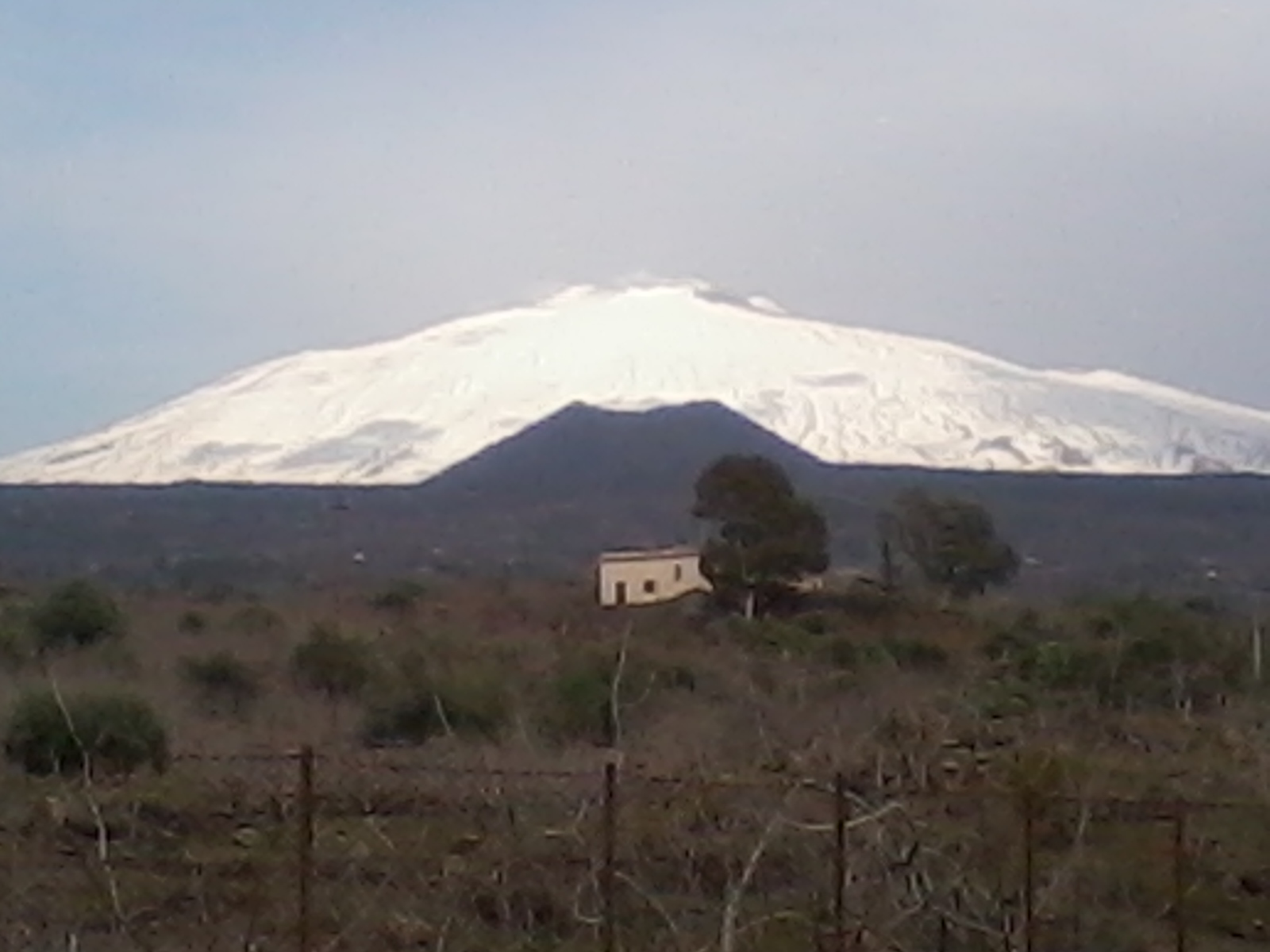
Monte Minardo visto dalla valle del Simeto
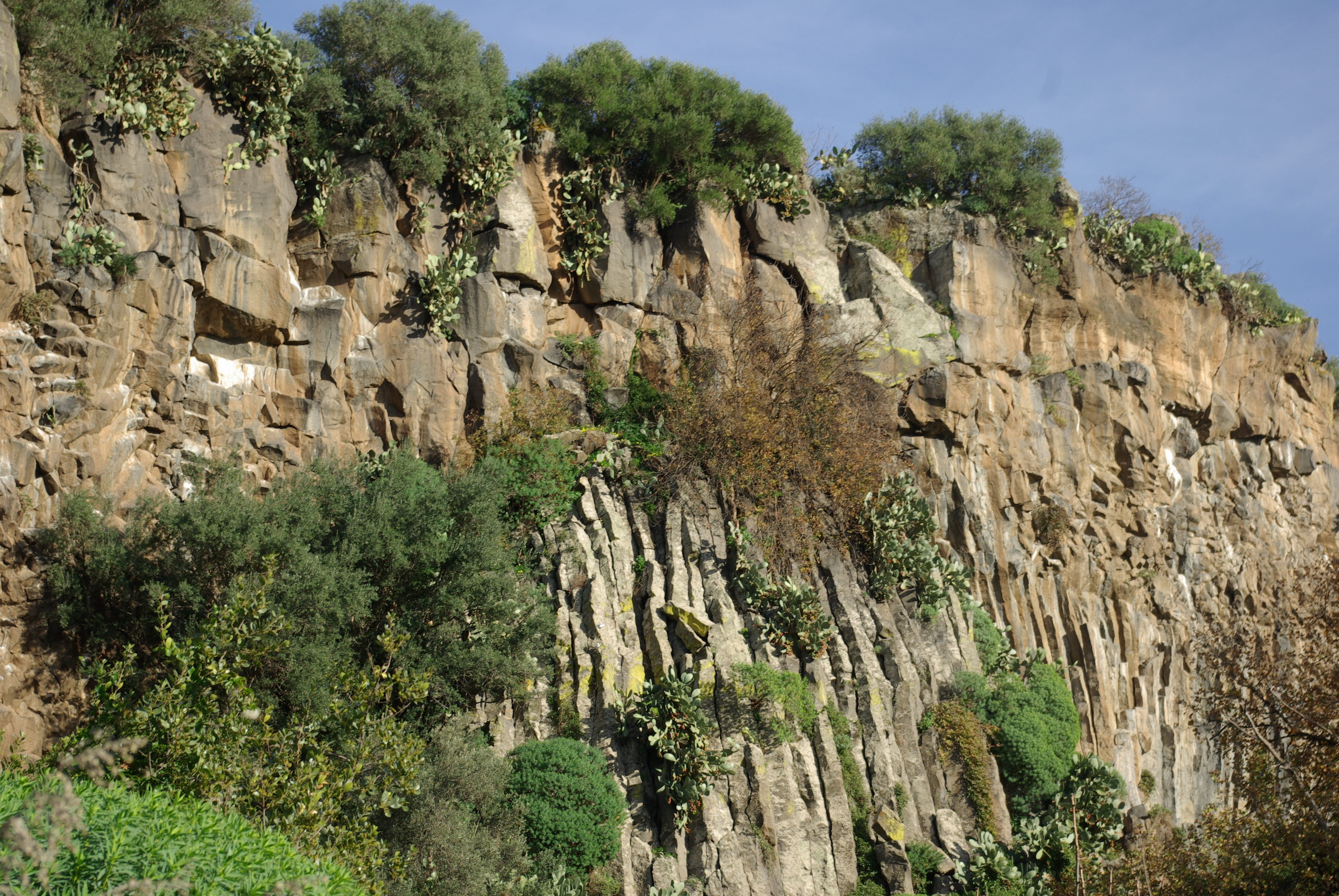
Basalti colonnali in contrada Barrili
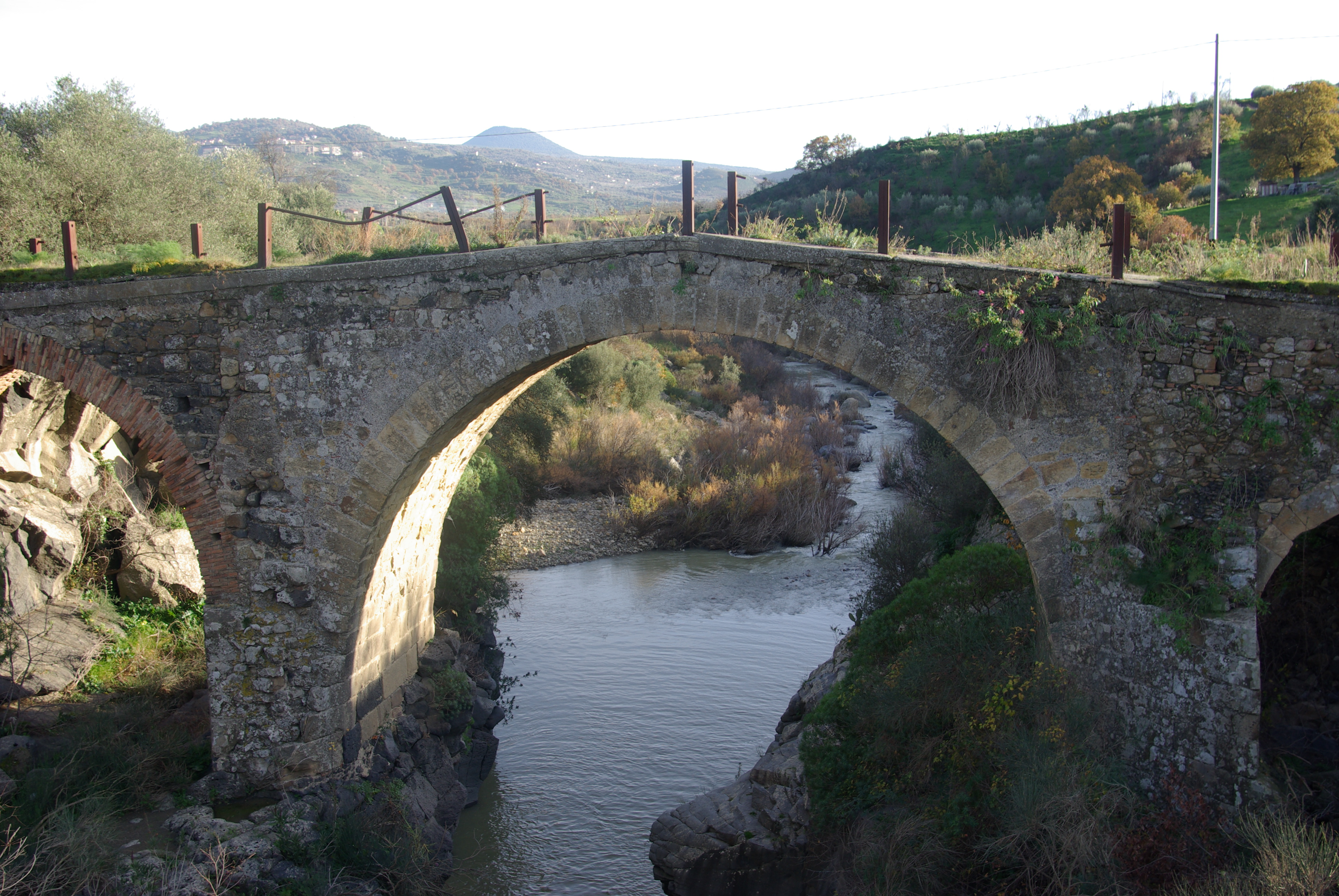
Ponte Normanno sul fiume Serravalle, contrada Ameria
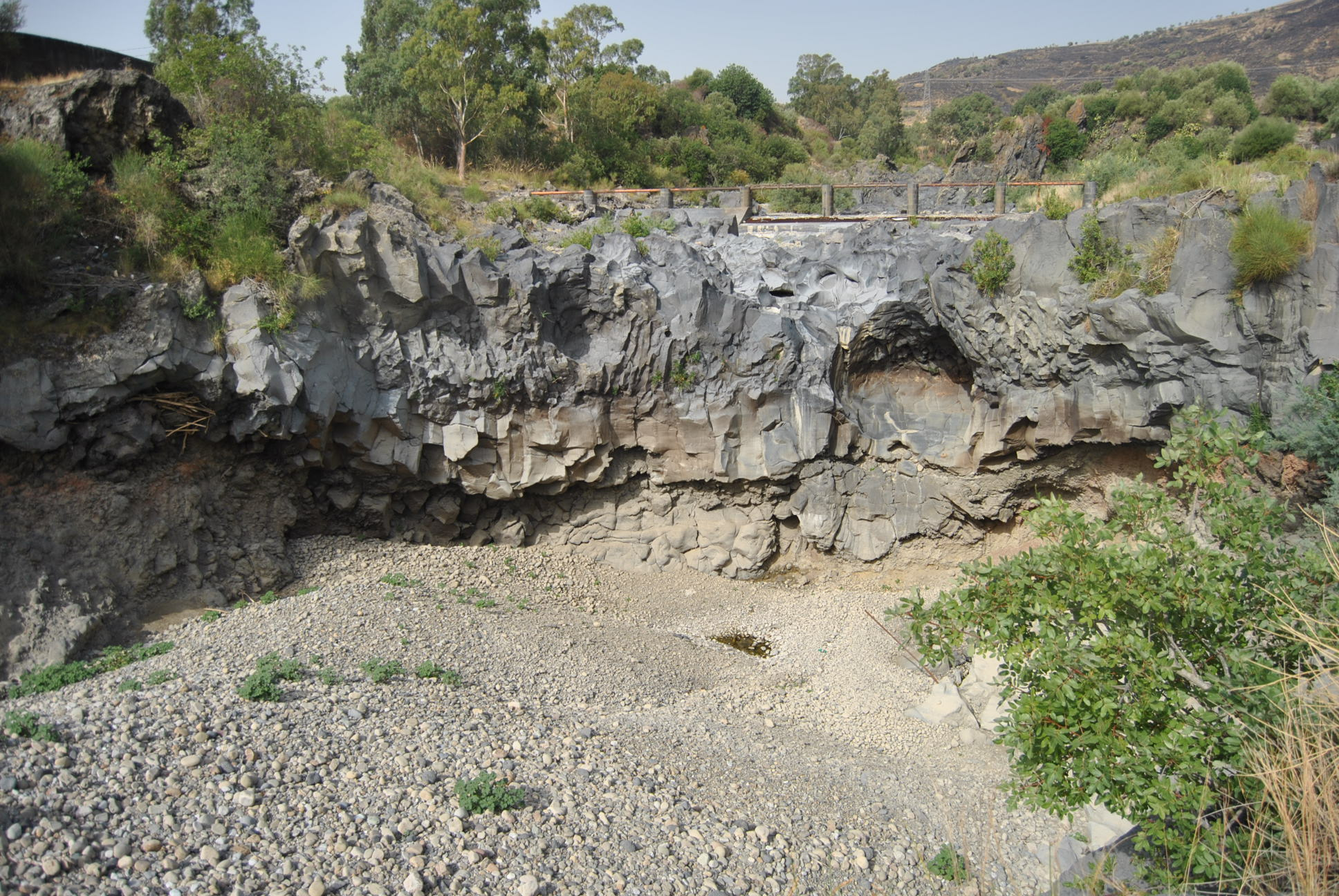
Cascata del fiume presso le sciare Manganelli.
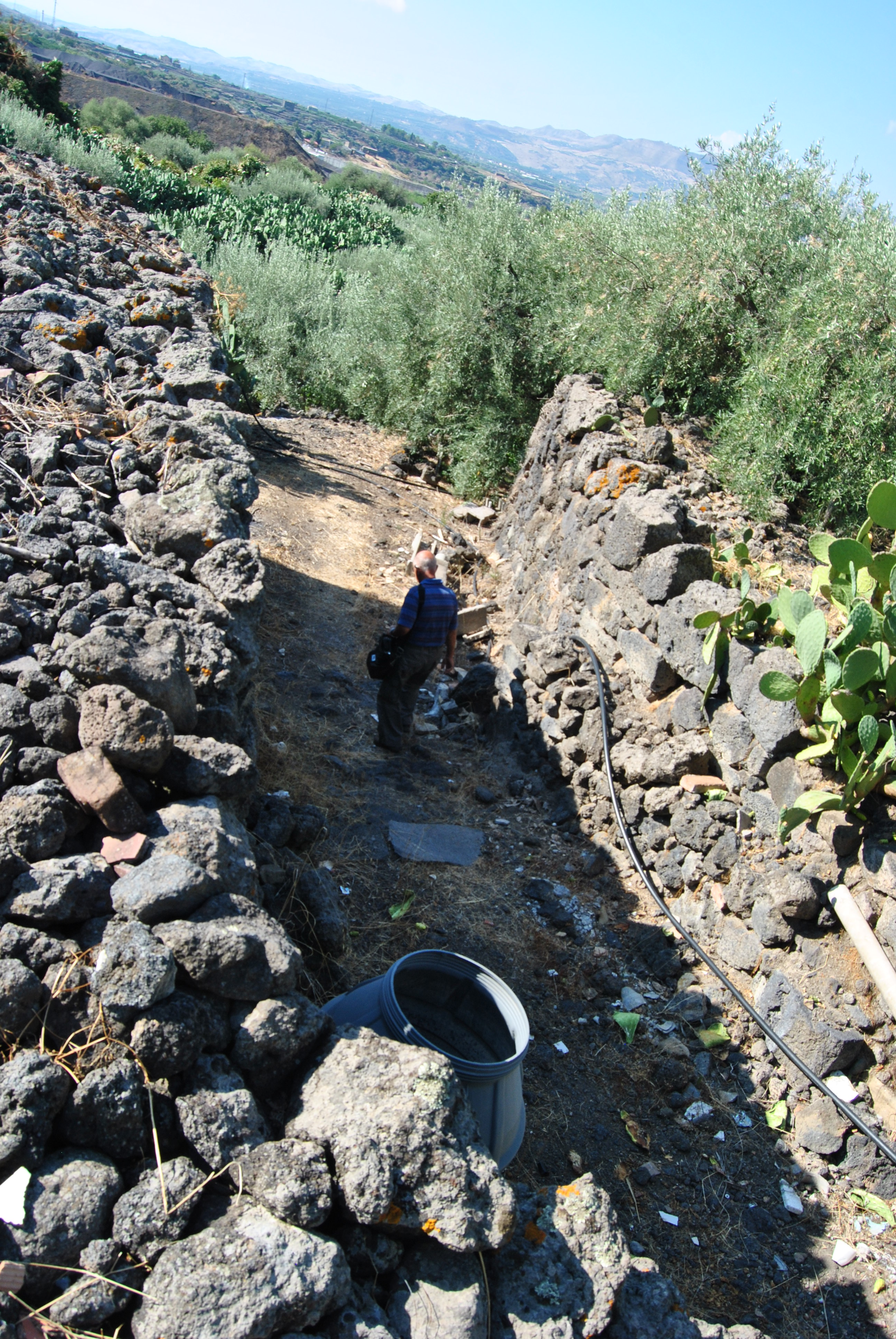
La Porta Sud della città anonima al Mendolito.

Percorrendo la stradina che costeggia il fiume, dal ponte dei saraceni verso monte, dopo circa un centinaio di metri, si arriva a un luogo chiamato u sautu du picuraro (il salto del pecoraio). Ivi l'acqua scava, nel greto roccioso, una gola i cui argini si avvicinano fino a quasi due metri. Si tramanda la leggenda di un pastore che, in epoca non precisata, inseguìto dalla forza pubblica, sfuggì alla cattura in modo rocambolesco. Attraversò il fiume spiccando un poderoso salto da una sponda all'altra della gola e gli inseguitori non ebbero il coraggio di emularlo.